# Cirrha
Gelechia là một chi bướm đêm thuộc họ Gelechiidae.

## Hình ảnh

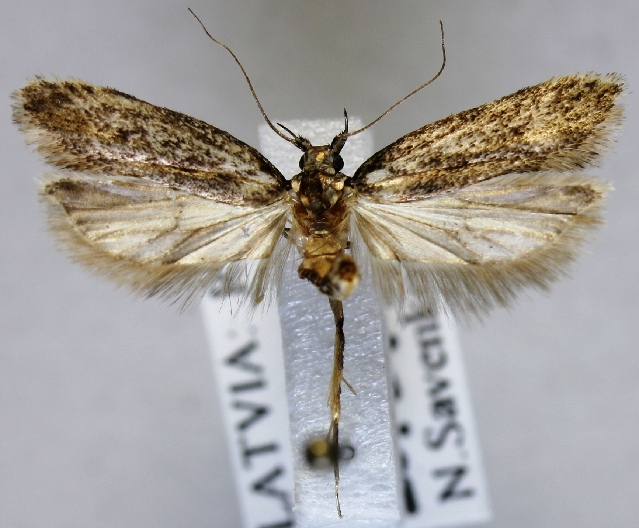
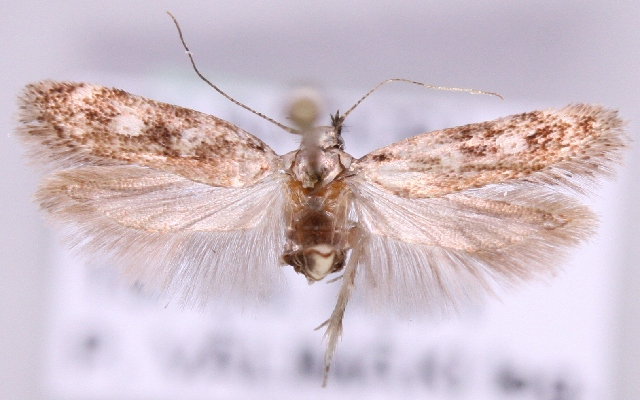
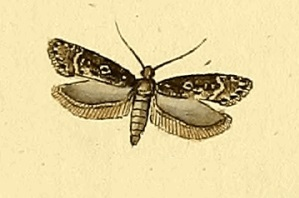